# میدهورست
latitudeمیدهورستlongitudeمیدهورست
میدهورست (به انگلیسی: Midhurst) یک شهرک در بریتانیا است که در انگلستان واقع شده‌است.

## خصوصیات
میدهورست ۳٫۳۳ کیلومترمربع مساحت و ۴٬۸۸۹ نفر جمعیت دارد.

## خواهرخوانده
شهر Baiersbronn خواهرخواندهٔ میدهورست هست.